# کارولینا کرم

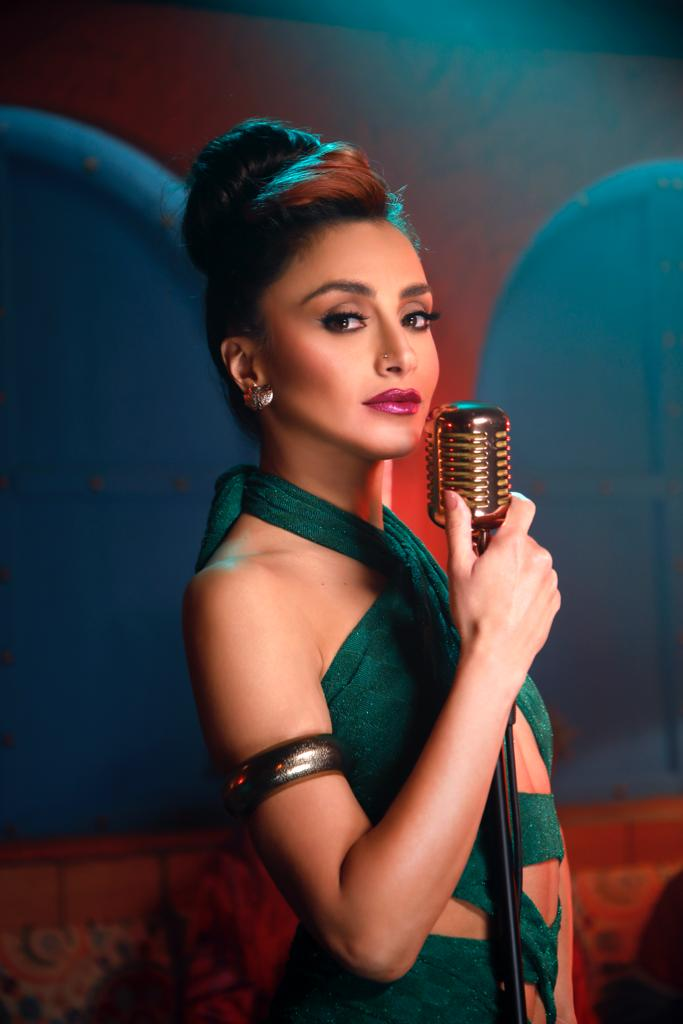
کارولینا کرم

کارولین سارا کرم (عربی :کارولینا کرم) خواننده و رقصنده فرانسوی و لبنانی می‌باشد. وی در ۳ نوامبر ۱۹۸۶ در پوئنت-ا-پیتر در فرانسه متولد شد. وی نخستین بازی خود را بعد از قهرمانی در مسابقه‌های قهرمانی لاتین لبنان در سال ۲۰۱۱ انجام داد. کارولین برخی از برنامه‌های زنده را در سالن موسیقی بیروت اجرا نمود و در نسخه عربی رقص با ستارگان لبنان (عربی: رقص النجوم) برای ۲ سال متوالی با یک تیم رقصنده حرفه ای.

## سنین جوانی و تحصیل
کارولینا کرم در پوینت آ پیتر، گوادلوپ، فرانسه ازوالدینی کاتولیک لبنانی فرانسوی زاده شد و در آن محل رشد پیداکرد و تا سن ۷ سالگی در آن محل ماند و پیش از برگشت به لبنان. شوق او به موسیقی در سنین جوانی تحت تأثیر مادر او ونوس کرم که خواننده و نوازنده گیتاریست می‌باشد و بیشتر در کلیساها آهنگ‌های مسیحی می‌خواند شروع شد. کرم از سال ۲۰۰۵ تا ۲۰۰۹ در دانشگاه ان دی یو لبنان تحصیل نمود و در آن مکان در رشته تغذیه تحصیل نمود. وی به چهار زبان فرانسوی، عربی، انگلیسی و اسپانیایی تسلط کامل دارد.

## حرفه
کارولین جزعی از گروه سندیکای هنرمندان حرفه ای در لبنان می‌باشد. بعد از قهرمانی در مسابقه‌های قهرمانی لاتین لبنان و جام لاتین لبنان در سال ۲۰۱۱، وی نماینده کشورش در مسابقه‌های گوناگون رقص در سرتاسر جهان بود. کارولین به اندازه ۲ سال متوالی در برنامه تلویزیونی-نسخه عربی رقصیدن با ستاره‌ها شرکت نمود.
کارولین در برنامه تلویزیونی سلبریتی دوئت‌ها، برنامه نیکوکاری بین‌المللی، در نسخه عربیسلبریتی دوئت‌ها «هیک منغانی» در کنار مایا دیاب و نیز در برنامه «تا ننسا» با مجری تونی بارود در کانال ام تی وی لبنان آواز خواند.